# Планета з кратною орбітою

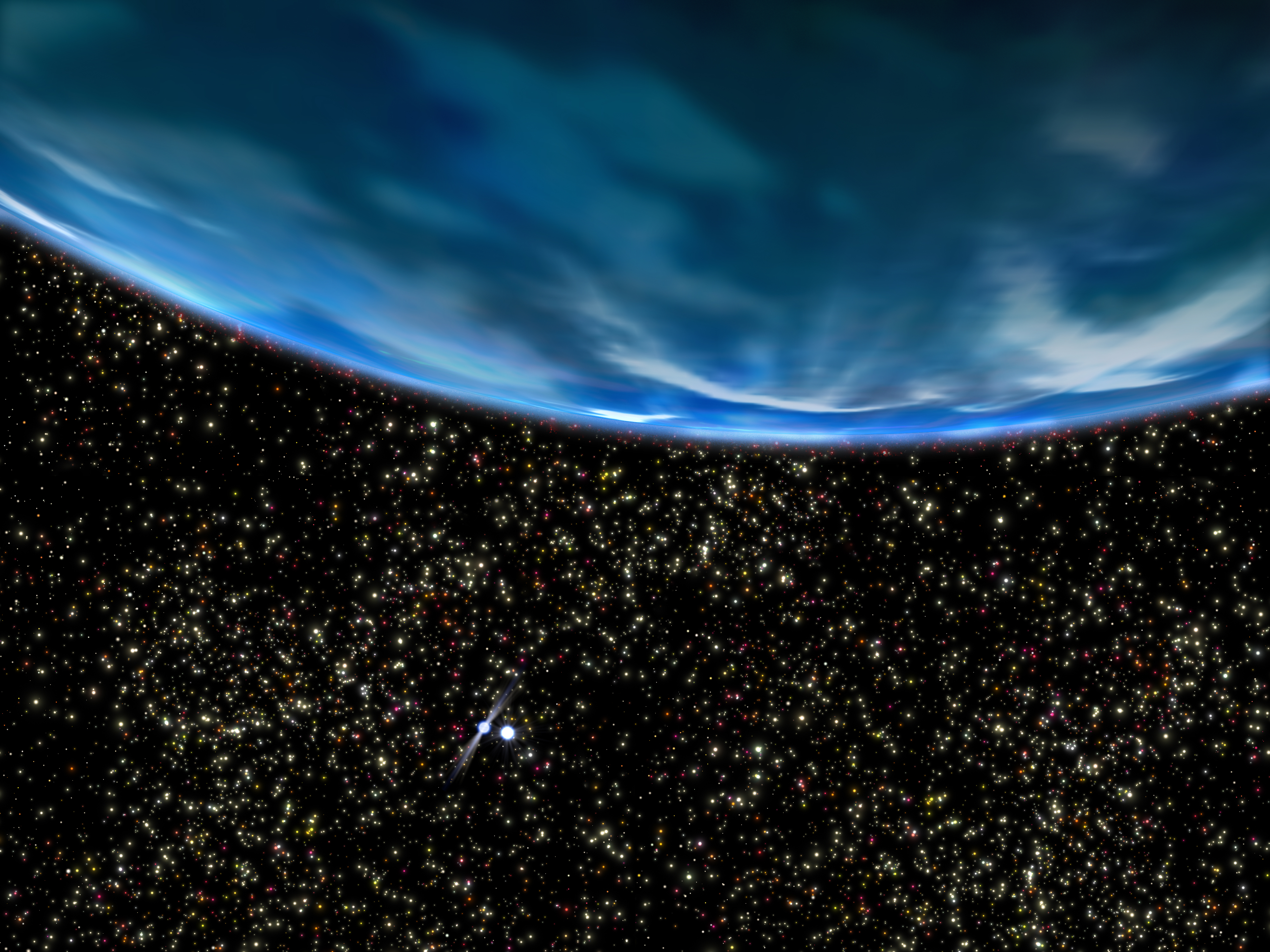
Художнє зображення газового гіганта в подвійній системі PSR B1620-26, яка складається з нейтронної зірки і білого карлика і знаходиться в кулястому скупченні M4.

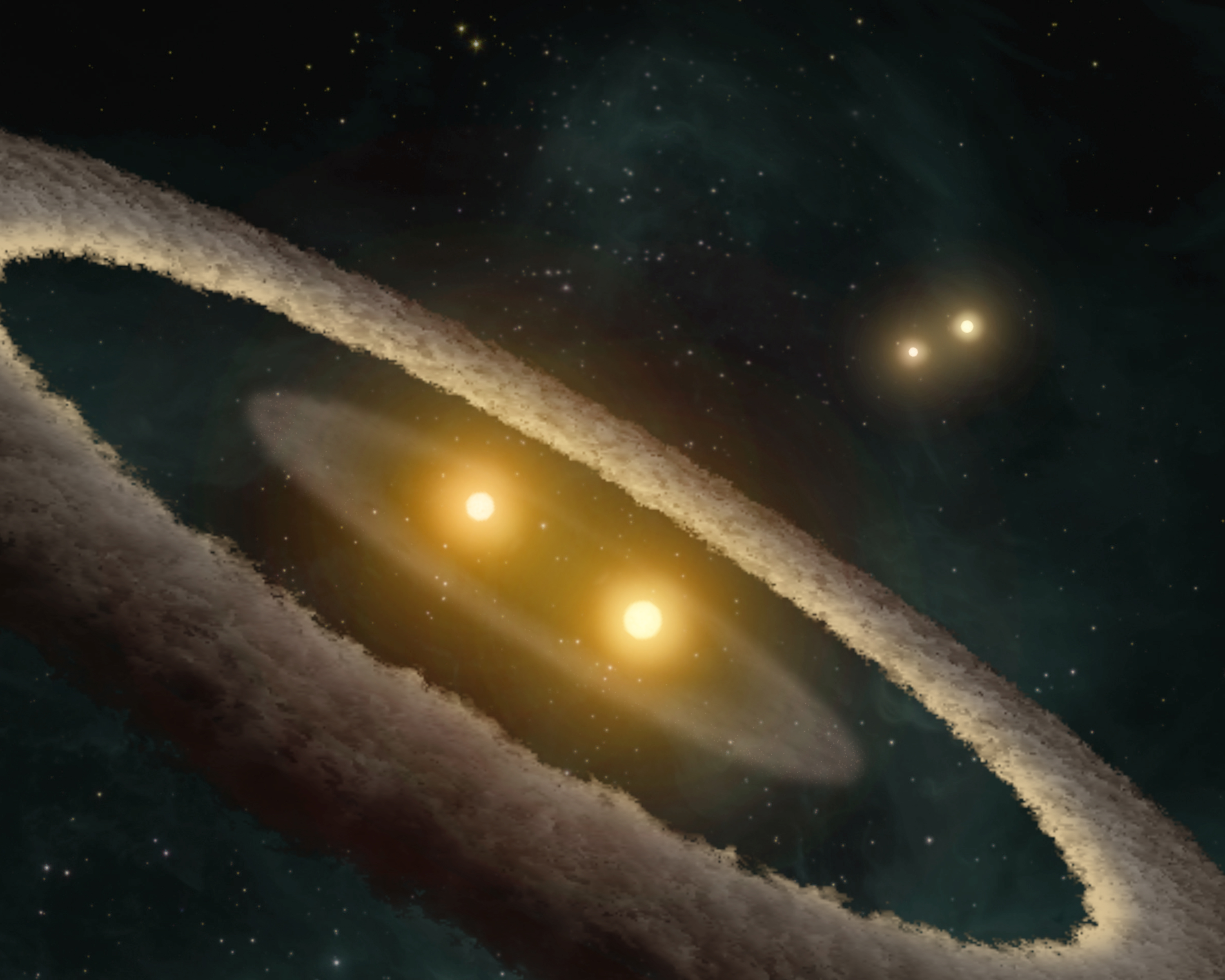
Подвійна зоря HD 98800 B. Художнє зображення.

Планета з кратною орбітою — екзопланета, яка обертається не навколо одиночної зорі (як, наприклад, Земля навколо  Сонця), а навколо подвійної або (дуже рідко) — більшого числа зір. Шлях планети в такому випадку формується залежно від орбіти навколо всіх зір. Станом на 23 січня 2012 відомо дванадцять підтверджених випадків кратно-орбітальних планет: PSR B1620-26, HW Діви, Kepler-16, Kepler-34, Kepler-35, Ross 458, NY Діви, UZ Печі, RR Різця, HU Водолія, DP Лева, NN Змії і PH1.

## Підтверджені екзопланети
Перша виявлена екзопланета з кратною орбітою була знайдена в системі PSR B1620-26 в сузір'ї Стрільця, яка складалася з пульсара й білого карлика і перебувала в кулястому скупченні M4. Третій об'єкт PSR B1620-26 b було виявлено в 1993 р. і на підставі даних за 5 років спостережень було зроблено припущення про те, що це планета. У 2003 році характеристики планети були уточнені: її маса складає 2,5 маси Юпітера, планета має майже кругову орбіту з великої піввіссю 23 а. о.
У 2008 році в подвійній системі HW Діви, що складається з субкарлика класу В і червоного карлика, було знайдено дві планети з масою 8,47 і 19,23 маси Юпітера. Остання планета, судячи з її маси, належить до маломасивних коричневих карликів. Періоди обертання планет навколо двох зірок становлять відповідно 9 і 16 років. На формування обох планет, за даними вчених, вплинуло скидання оболонок однією із зір, у результаті чого вони отримали додаткову масу з оболонки зорі.